# Квантлада
Квантлада (хварш. КӀолӀохъо.) — село в Цумадинском районе Дагестана Российской Федерации. Входит в состав сельского поселения Инхокваринский сельсовет.

## Географическое положение
Расположено в 2,5 км к юго-востоку от центра сельского поселения — села Инхоквари и в 17 км к югу от районного центра — села Агвали.

## Население
| 1869 | 1888 | 1895 | 1926 | 1939 | 1970 | 1989 |
| ---- | ---- | ---- | ---- | ---- | ---- | ---- |
| 218  | ↗271 | ↗278 | ↘177 | ↗262 | ↘73  | ↘42  |
| 2002 | 2010 | 2021 |      |      |      |      |
| ↗74  | ↗87  | ↗99  |      |      |      |      |

Один из 7 моноэтничных хваршинских сел в Цумадинском районе. 